# Charles Napier (actor)
Charles Lewis Napier (12 de abril de 1936 - 5 de octubre de 2011) fue un actor de nacionalidad estadounidense, conocido por su interpretación de militares y personajes duros.

## Biografía
Nacido en Mt. Union (Kentucky) sus padres eran Sara Lena Loafman (1897-1974) y Linus Pitts Napier (1888-1991). Tras terminar el bachillerato, en 1954 se alistó en el Ejército de los Estados Unidos, sirviendo en la 11.ª División Aerotransportada y alcanzando el empleo de sargento.
Tras licenciarse, estudió en la Universidad Western Kentucky en Bowling Green (Kentucky), graduándose en 1961 tras estudiar arte y educación física. Él quería ser entrenador de baloncesto, y su primer trabajo fue el de entrenador ayudante del equipo de su vieja high school. Poco después dejó esa ocupación y trabajó para una compañía de puentes y una agencia publicitaria, hasta que se mudó a Clearwater (Florida), donde dio clases de arte en la JFK Junior High School.
En 1964 volvió a la Western Kentucky, donde D. Russell Miller le estimuló a dedicarse a la actuación. Tras algún éxito en el local Alley Playhouse, Napier volvió a Florida, donde siguió enseñando a la vez que actuaba en el ambiente teatral de la comunidad, trabajando finalmente en el Clearwater's Little Theatre. En esa época, además, se dedicó a otra pasión, la pintura.
Tras filmar una película de camioneros, Napier escribió artículos y tomó fotografías durante unos años para la revista Overdrive, hasta que una huelga de transportes en 1973 le hizo recalar en Hollywood. Allí, Napier hubo de vivir en su coche en un aparcamiento, hasta que, según él, Alfred Hitchcock le hizo llamar, consiguiendo un contrato con Universal Studios.
En 1977 Napier fue escogido para interpretar a Luther Sprague en la serie de la NBC de género western The Oregon Trail, actuando junto a Rod Taylor, Andrew Stevens, Tony Becker, y Darleen Carr.
También hizo los gruñidos de Hulk en la serie de televisión de la década de 1970 The Incredible Hulk (también los hizo Ted Cassidy). Además trabajó como artista invitado en la serie y en el telefilm de 1989 The Incredible Hulk Returns, y fue Hammer, el archienemigo del personaje de Greg Evigan en la serie de corta trayectoria B. J. and the Bear. En los años ochenta colaboró en la serie televisiva The A-Team, en un par de episodios de The Rockford Files, y en el programa piloto de Knight Rider (1982).
En 1986 Napier volvió a actuar con Rod Taylor en la serie Outlaws, en la cual interpretaba a Wolfson Lucas, y en la que también trabajaban Richard Roundtree y William Lucking.
Los admiradores de Star Trek conocen bien a Napier por sus intervenciones en el episodio de Star Trek: la serie original "The Way to Eden" y en el de Star Trek: espacio profundo nueve "Little Green Men". 
Entre 1997 y 2000 dio voz al General Hardcastle en Superman: la serie animada, producción de Warner Bros., retomando el papel en 2004 en Liga de la Justicia.
Napier dio voz a Duke Phillips, personaje de la serie de la década de 1990 El crítico. Desde 1997 a 2001 dio también voz a Zed en Hombres de Negro (la serie). Además, fue actor de voz en varios episodios de Los Simpson, y dobló al sheriff en Los calamareños, en algunos de ,los episodios, aunque le reemplazó Bobby Ellerbee.
En la sexta temporada de Curb Your Enthusiasm en 2008, hizo un pequeño papel como un barbero que echa de su comercio a Larry David. 
En el ámbito cinematográfico actuó de modo regular en películas dirigidas por Jonathan Demme, entre ellas The Silence of the Lambs y Philadelphia. Algunos de los papeles más recordados de Napier fueron el de Murdock, el oficial de inteligencia que dirige a John Rambo en Rambo: First Blood Part II (1985) y el de Tucker McElroy en The Blues Brothers (1980). Napier también actuó en el film de horror de 2009 Murder World, junto a Scout Taylor-Compton. Su último papel para el cine fue en la comedia de 2009 The Goods: Live Hard, Sell Hard, junto a Jeremy Piven y James Brolin'.
Charles Napier falleció en Bakersfield (California), el 5 de octubre de 2011, tras haber sufrido el día anterior un colapso. Tenía 75 años de edad. No se conoce la causa exacta de su muerte, aunque en mayo de 2010 Napier había recibido tratamiento para luchar contra unos coágulos de sus piernas. Fue enterrado en el Cementerio Nacional de Bakersfield.

## Filmografía
- Cherry, Harry & Raquel! (1970)
- Star Trek,T3:Ep.20.El Camino a Eden-Adam(1968)￼
- Beyond the Valley of the Dolls (1970)
- The Seven Minutes (1971)
- Supervixens (1975)
- Handle with Care (1977)
- The Blues Brothers (1980) – Tucker McElroy
- Melvin y Howard (1980)
- Los Dukes de Hazzard  (1981)
- Azules y grises (miniserie) (1982)
- Wacko (1982)
- Knight Rider (1982) (TV)
- China Lake (1983)
- Swing Shift (1984)
- In Search of a Golden Sky (1984)
- Rambo: First Blood Part II (1985)
- Instant Justice (1986)
- Outlaws (1986) (TV)
- Algo salvaje (1986)
- Camping del Terrore (1987)
- Deep Space (1988)
- Married to the Mob (1988)
- Hit List (1989)
- Ernest Goes to Jail (1990) –
- Miami Blues (1990)
- Maniac Cop 2 (1990)
- The Grifters (1990)
- The Silence of the Lambs (1991)
- Loaded Weapon 1 (1993)
- Philadelphia (1993)
- Body Bags (1993) (TV)
- Buen policía, mal policía (1994)
- Jury Duty (1995)
- 3 Ninjas Knuckle Up (1995)
- The Cable Guy (1996)
- Steel (1997)
- Austin Powers: International Man of Mystery (1997)
- Superman: la serie animada (Voz) (1997) (TV)
- Beloved (1998)
- The Big Tease (1999)
- Lima: Breaking the Silence (1999)
- Austin Powers: The Spy Who Shagged Me (1999)
- El profesor chiflado II: La familia Klump (2000)
- Roswell: Summer of '47 (2000) (TV) - Hal Carver
- Spirit: el corcel indomable (2002) – Roy (Voz)
- The Manchurian Candidate (2004)
- DinoCroc (2004)
- Liga de la Justicia (Voz) (2004) (TV)
- Los amos de Dogtown (2005)
- Annapolis (2006)
- One-Eyed Monster (2008)
- Murder World (2009)
- The Goods: Live Hard, Sell Hard (2009)